# بوقتیقارین
بوقتیقارین (به قزاقی: Boktykaryn) یک رود مسکونی در قزاقستان است که در قزاقستان واقع شده‌است.